# Butin (Timiș)

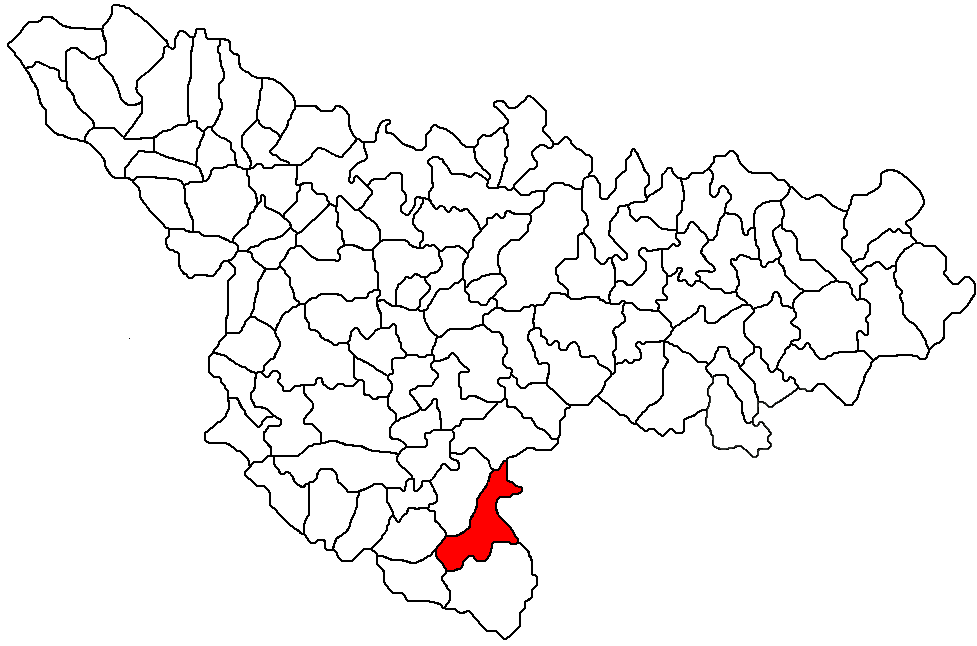
Lage der Kleinstadt Gătaia im Kreis Timiș

Butin (in der Zwischenkriegszeit Buteni; deutsch Butin, ungarisch Temesbökeny, serbisch Butin) ist ein Dorf im Kreis Timiș, Banat, Rumänien. Das Dorf gehört zur Gemeinde Gătaia und ist eine bedeutende slowakische Gemeinde in Rumänien.

## Geografische Lage
Butin liegt im Süden des Kreises Timiș, in 13 Kilometer Entfernung von der Stadt Gătaia und 60 Kilometer südlich der Kreishauptstadt Timișoara, an der Kommunalstraße Gătaia-Percosova.

## Nachbarorte
| Sângeorge     | Berecuța                                    | Gătaia      |
| Rovinița Mică | Kompassrose, die auf Nachbargemeinden zeigt | Șemlacu Mic |
| Percosova     | Gherman                                     | Clopodia    |

## Geschichte
Die Ortschaft Buitoni wurde 1337 erstmals urkundlich erwähnt. Nach einem türkischen Defter aus dem Jahr 1554 hat Butyin 7 Häuser. Auf der Josephinischen Landaufnahme von 1717 ist Budschin mit 23 Häuser eingetragen und gehörte zum Distrikt Vršac. Auf der Mercy-Karte von 1723 ist der Ort Puthin bewohnt.
Anfang des 19. Jahrhunderts siedelte der Grundbesitzer Bissingen-Nippenburg Slowaken und Deutsche im Dorf an, was die Abwanderung der Rumänen zur Folge hatte. Diese wanderten nach Deliblato und Selleusch im heutigen serbischen Banat ab. In der Folge bildeten die Slowaken die Mehrheit der Bevölkerung. 
Nach dem Österreichisch-Ungarischen Ausgleich (1867) wurde das Banat dem Königreich Ungarn innerhalb der Doppelmonarchie Österreich-Ungarn angegliedert. Der amtliche Ortsname war Temesbökeny.
In der Zwischenkriegszeit hieß der Ort Buteni. 
Der Vertrag von Trianon am 4. Juni 1920 hatte die Dreiteilung des Banats zur Folge, wodurch Butin an das Königreich Rumänien fiel.
Infolge des Waffen-SS Abkommens vom 12. Mai 1943 zwischen der Antonescu-Regierung und Hitler-Deutschland wurden alle deutschstämmigen wehrpflichtigen Männer in die deutsche Armee eingezogen.
Dafür mussten die Deutschen aus Rumänien nach dem Seitenwechsel Rumäniens am 23. August 1944 büßen.  
Noch vor Kriegsende, im Januar 1945, fand die Deportation aller volksdeutschen Frauen zwischen 18 und 30 Jahren und Männer im Alter von 16 bis 45 Jahren zur Aufbauarbeit in die Sowjetunion statt.
Das Bodenreformgesetz vom 23. März 1945, das die entschädigungslose Enteignung der deutschen Bauern, als ehemalige Angehörige der Deutschen Volksgruppe in Rumänien, vorsah, entzog der ländlichen Bevölkerung die Lebensgrundlage. Gleichzeitig wurden auch die Häuser der Deutschen entschädigungslos enteignet. Boden und Bauernhäuser wurden an Kleinbauern, Landarbeiter und Kolonisten aus anderen Landesteilen verteilt. 
Durch das Nationalisierungsgesetz vom 11. Juni 1948, das die Verstaatlichung aller Industrie- und Handelsbetriebe, Banken und Versicherungen vorsah, fand die Enteignung aller Wirtschaftsbetriebe statt. Anfang der 1950er Jahre wurde die Kollektivierung der Landwirtschaft vollzogen.
Da die Bevölkerung entlang der rumänisch-jugoslawischen Grenze von der rumänischen Staatsführung nach dem Zerwürfnis Stalins mit Tito und dessen Ausschluss aus dem Kominform-Bündnis als Sicherheitsrisiko eingestuft wurde, erfolgte am 18. Juni 1951 die Deportation in die Bărăgan-Steppe unabhängig von der ethnischen Zugehörigkeit. Die rumänische Führung bezweckte zugleich den einsetzenden Widerstand gegen die bevorstehende Kollektivierung der Landwirtschaft zu brechen. Als die Bărăganverschleppten 1956 heimkehrten, erhielten sie die 1945 enteigneten Häuser und Höfe zurückerstattet. Der Feldbesitz wurde jedoch kollektiviert.

## Bevölkerungsentwicklung
Butin ist ein mehrheitlich von Slowaken bewohntes Dorf.
| 1880 | 824  | 155 | 132 | 131 | 406 |
| 1910 | 1071 | 193 | 211 | 126 | 541 |
| 1930 | 916  | 207 | 58  | 69  | 582 |
| 1977 | 591  | 109 | 8   | 14  | 460 |
| 2002 | 436  | 91  | ?   | ?   | 338 |